# Strava
Strava là một mạng thể dục xã hội chủ yếu được sử dụng để theo dõi việc đạp xe và chạy bằng dữ liệu GPS mặc dù các loại thay thế có sẵn. Strava là một dịch vụ miễn phí không có quảng cáo trong ứng dụng di động của mình, nhưng đã cung cấp gói thuê bao hàng tháng Strava Premium trước khi ngừng chương trình và thay thế bằng Strava Summit. Strava Metro, một chương trình được tiếp thị theo kế hoạch thành phố sử dụng dữ liệu đạp xe từ người dùng Strava ở các thành phố và khu vực được hỗ trợ cho phép Strava duy trì quảng cáo miễn phí cho tất cả người dùng .
Strava được thành lập vào năm 2009 bởi Mark Gainey và Michael Horvath, có trụ sở tại San Francisco, California, Hoa Kỳ. Trong những năm đầu của Strava, cả hai nhà sáng lập đều giữ vị trí CEO  trước khi được kế nhiệm bởi CEO hiện tại James Quarles. Strava đã không công bố số lượng cơ sở người dùng và trả tiền cho người dùng mặc dù dịch vụ tuyên bố họ đã thêm một triệu người dùng mới sau mỗi 45 ngày, với 8 triệu hoạt động được tải lên mỗi ngày.
Nút thích là kudos.

## Tổng quan
Strava phụ thuộc vào chức năng GPS của mạng di động trong điện thoại di động hoặc các thiết bị hỗ trợ GPS khác để ghi lại các hoạt động được hỗ trợ có thể được chia sẻ giữa những người theo dõi người dùng hoặc chia sẻ công khai. Nếu một hoạt động được chia sẻ công khai, Strava sẽ tự động nhóm các hoạt động lại với nhau khi chúng diễn ra cùng lúc và địa điểm (ví dụ: tham gia một cuộc chạy marathon / thể thao hoặc chạy bộ có tổ chức). Mỗi hoạt động, tùy thuộc vào hoạt động được chọn, hiển thị kết quả hoạt động của người dùng, bao gồm tóm tắt tuyến đường ở dạng xem bản đồ, độ cao (thuần và đơn hướng), tốc độ (trung bình, tối thiểu / tối đa), thời gian (tổng thời gian và thời gian di chuyển), sức mạnh (với tùy chọn phụ kiện) và nhịp tim (với phụ kiện tùy chọn). Mỗi bài đăng hoạt động có "Kudos", cho phép người theo dõi thích hoạt động được theo dõi và để lại nhận xét.
Strava Slide là một fork của iD Editor cho OpenStreetMap, cho phép các biên tập viên bản đồ vẽ đường và đường chính xác hơn bằng cách sử dụng cùng một dữ liệu GPS ẩn danh và được ẩn danh. Mọi người đều có thể theo dõi lưu lượng xe đạp và chạy trên trang Strava Heatmap hiển thị heatmap. toàn cầu. 
Vào tháng 7 năm 2015, Strava đã chuyển sang bản đồ và hình ảnh MapBox, dựa trên dữ liệu OpenStreetMap. Strava cho phép người dùng báo cáo các sự cố với bản đồ, được liên kết với trình chỉnh sửa OpenStreetMap để người dùng có thể đóng góp các cải tiến cho bản đồ.
Vào tháng 7 năm 2015, Strava đã chuyển sang bản đồ và hình ảnh MapBox, dựa trên dữ liệu OpenStreetMap. Strava cho phép người dùng báo cáo các sự cố với bản đồ, được liên kết với trình chỉnh sửa OpenStreetMap để người dùng có thể đóng góp các cải tiến cho bản đồ.

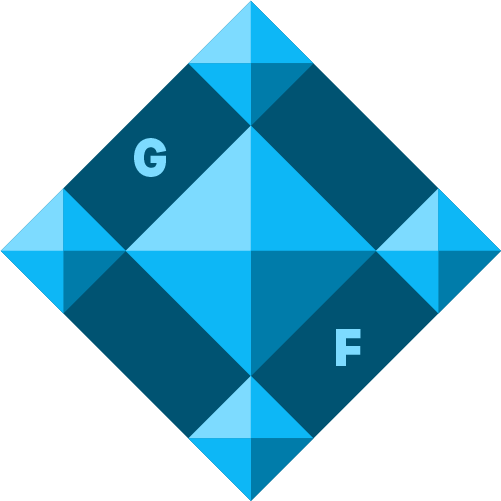
Huy hiệu thử thách Gran Fondo cho tháng 11 năm 2018.

Strava có một hệ thống Trophy dưới dạng các thử thách định kỳ đòi hỏi phải hoàn thành một hoạt động chạy hoặc đạp xe trong một phạm vi khoảng cách hoặc độ cao nhất định. Mỗi hoạt động đều có huy hiệu chiến lợi phẩm riêng được hiển thị trong trường hợp Cúp Strava và phần thưởng giới hạn nếu Thử thách được tổ chức bởi các đối tác của Strava.
Strava cung cấp gói thuê bao hàng tháng được gọi là Strava Summit (trước đây là Strava Premium), bao gồm "Điểm đau khổ" nếu dữ liệu nhịp tim có sẵn trong một hoạt động. Điểm Suffer cho phép Strava xếp hạng các hoạt động của người dùng, được sử dụng cho Kế hoạch đào tạo và các mục tiêu tùy chỉnh của Strava. Các tính năng khác của đăng ký bao gồm Beacon, theo dõi vị trí trực tiếp của vận động viên cho gia đình và bạn bè đáng tin cậy, Dữ liệu hiệu suất trực tiếp và Phân đoạn trực tiếp, được sử dụng để kiểm tra thông tin theo thời gian thực và so sánh hồ sơ tốt nhất có sẵn của vận động viên ở Strava và Ban lãnh đạo chỉ có Strava Premium, Phân tích đồng hồ đo điện, phân tích chủng tộc, phân tích tập luyện, xuất GPX, sơ đồ nhiệt cá nhân và trường hợp cúp.
Vào tháng 7 năm 2018, Strava đã ngừng hệ thống thuê bao Strava Premium và công bố Hội nghị thượng đỉnh Strava thay thế, chia lợi ích của Strava Premium thành ba loại khác nhau,